# Paratomapoderus rufonigrus
Paratomapoderus rufonigrus es una especie de coleóptero de la familia Attelabidae.

## Distribución geográfica
Habita en Guinea.